# Cinturón metamórfico emparejado

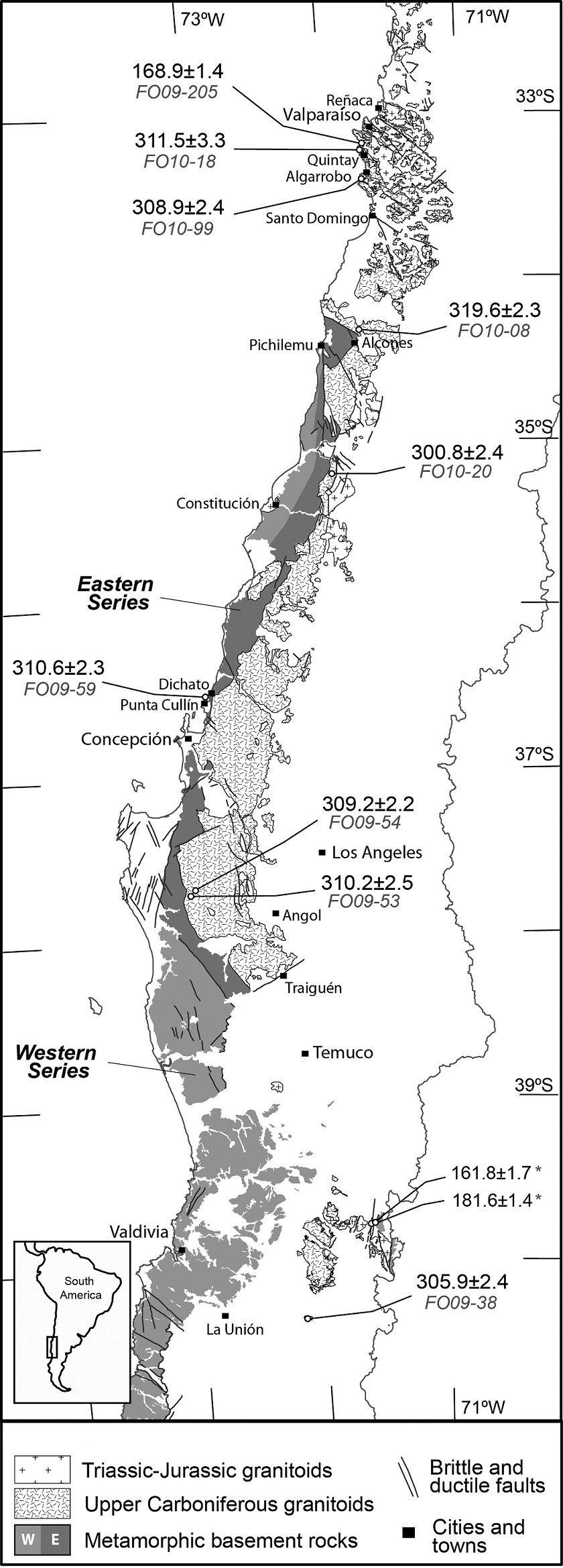
Mapa geológico mostrando el cinturón metamórfico emparejado del centro-sur de Chile. El cinturón de baja temperatura y alta presión es llamado Series Occidentales y el de alta temperatura y baja presión Series Orientes. este último colinda con el Batolito costero de Chile central.

Los cinturones metamórficos emparejados son conjuntos de dos grandes unidades de rocas metamórficas lineales paralelas que presentan ensamblajes de minerales metamórficos contrastantes. Los cinturones emparejados se encuentran a lo largo de los límites de placas convergentes donde la subducción es activa. Cada par consta de un cinturón de rocas con minerales metamórficos de baja temperatura y alta presión, y otro caracterizado por rocas con minerales metamórficos de alta temperatura y baja presión.

## Antecedentes históricos
El concepto de cinturones metamórficos emparejados fue teorizado originalmente por el geólogo japonés Akiho Miyashiro en 1961. La disposición paralela entre los cinturones metamórficos y las edades similares de cada cinturón llevó a Miyashiro a la idea de que los cinturones metamórficos se formaban juntos en par. La introducción del paradigma de la tectónica de placas a fines de la década de 1960 condujo a una mejor comprensión del metamorfismo regional y permitió la asociación entre cinturones metamórficos emparejados y zonas de subducción.

## Condiciones de formación
La deformación asimétrica de la litosfera terrestre a lo largo de las zonas de subducción produce dos ambientes térmicos distintos. Estas dos condiciones térmicas distintas son paralelas a la tendencia de la zona de subducción. Las condiciones de baja temperatura y alta presión se generan en las áreas a lo largo de la fosa oceánica, mientras que las condiciones de alta temperatura y baja presión se generan debajo de la región del arco volcánico.
Se visualiza un gradiente térmico positivo, que se extiende desde la fosa oceánica más fría hasta la región de arco volcánico más cálida. Las condiciones térmicas y barométricas dentro de estas dos regiones se registran y conservan a través de distintos tipos de metamorfismo y ensamblajes minerales.

## Ensambles minerales
La investigación detallada sobre las limitaciones de los campos de estabilidad de minerales metamórficos permite una inferencia precisa de las condiciones térmicas y barométricas regionales anteriores.
Las condiciones de baja temperatura y alta presión corresponden a las facies de esquisto azul y facies de eclogita. Los minerales comunes incluyen: lawsonita, granate, glaucofana, coesita, pumpellyita y hematita. Estos conjuntos de minerales indican temperaturas de 500 a 800 grados Celsius a una presión de 2,5 a 3,5 GPa.
Las condiciones de alta temperatura y baja presión se caracterizan por facies de granulita y facies de anfibolita. Los minerales comunes incluyen: silimanita, cuarzo, cordierita y ortopiroxeno. Tal conjunto de minerales es indicativo de temperaturas que alcanzan los 1000 grados Celsius a una presión de 0,5 a 1,3 GPa.

## Gradiente geotérmico
Los cinturones metamórficos son consecuencia de perturbaciones térmicas, debido a la baja temperatura con respecto a las relaciones de presión (dT/dP) en las fosas oceánicas y la alta temperatura con respecto a las relaciones de presión (dT/dP) en los arcos volcánicos. Los cinturones metamórficos emparejados son el producto de la subducción de rocas de la corteza relativamente frías, que son llevadas a profundidades donde se metamorfosean para luego ser exhumadas. Sin embargo, si la unidad de roca no se exhuma relativamente rápido después de que cesa su subducción, la unidad de roca volverá a equilibrarse con el gradiente geotérmico estándar y se perderá el registro geológico de dicho metamorfismo.

## Aplicación del concepto
Los cinturones metamórficos emparejados permiten la inferencia de las direcciones de subducción y los movimientos relativos de las placas en varios puntos del pasado. Por ejemplo, el cinturón metamórfico emparejado Ryoke/Sanbagawa en el este de Japón muestra una secuencia metamórfica que indica una dirección de subducción noroeste. En tanto, el cinturón metamórfico emparejado de Hidaka/Kamuikotu en la costa occidental de Japón exhibe una orientación opuesta, lo que indica una dirección de subducción diferente. Además, al fechar cinturones metamórficos emparejados, se puede inferir el origen de los mecanismos de subducción tectónica actuales (subducción asimétrica).

## Crítica del concepto
A partir del fin los años 90, un mayor conocimiento de los procesos a lo largo de los límites de las placas convergentes ha generado escepticismo sobre este modelo simplista. Las observaciones indican que los límites convergentes suelen mostrar un movimiento oblicuo. Las implicaciones de tales observaciones demuestran la posibilidad de que se hayan formado cinturones metamórficos en diferentes sectores del mismo margen de subducción y luego se hayan yuxtapuesto. Además, la acumulación de terrenos alóctonos a lo largo de las zonas de subducción como mecanismo fomenta el escepticismo. Los ensamblajes metamórficos contrastantes pueden haber sido producidos en ambientes distantes entre sí. Además, la apreciación de que la mayoría de los cinturones metamórficos no son el producto de un solo gradiente geotérmico sugiere un mecanismo más complejo.